# Фуксія

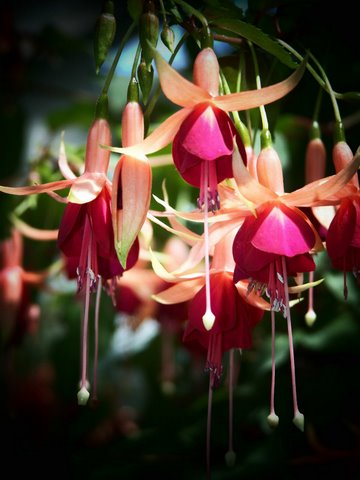
Квітка фуксії

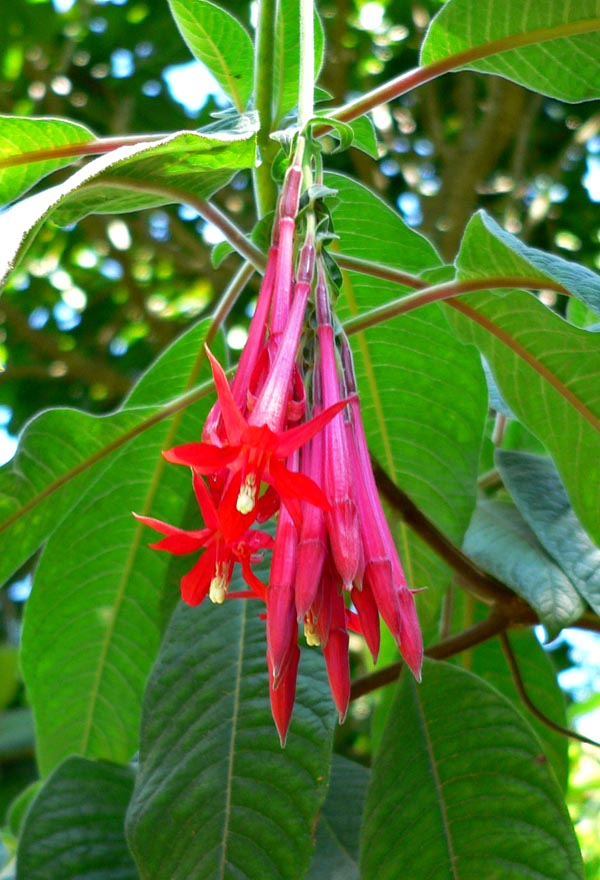
Fuchsia boliviana

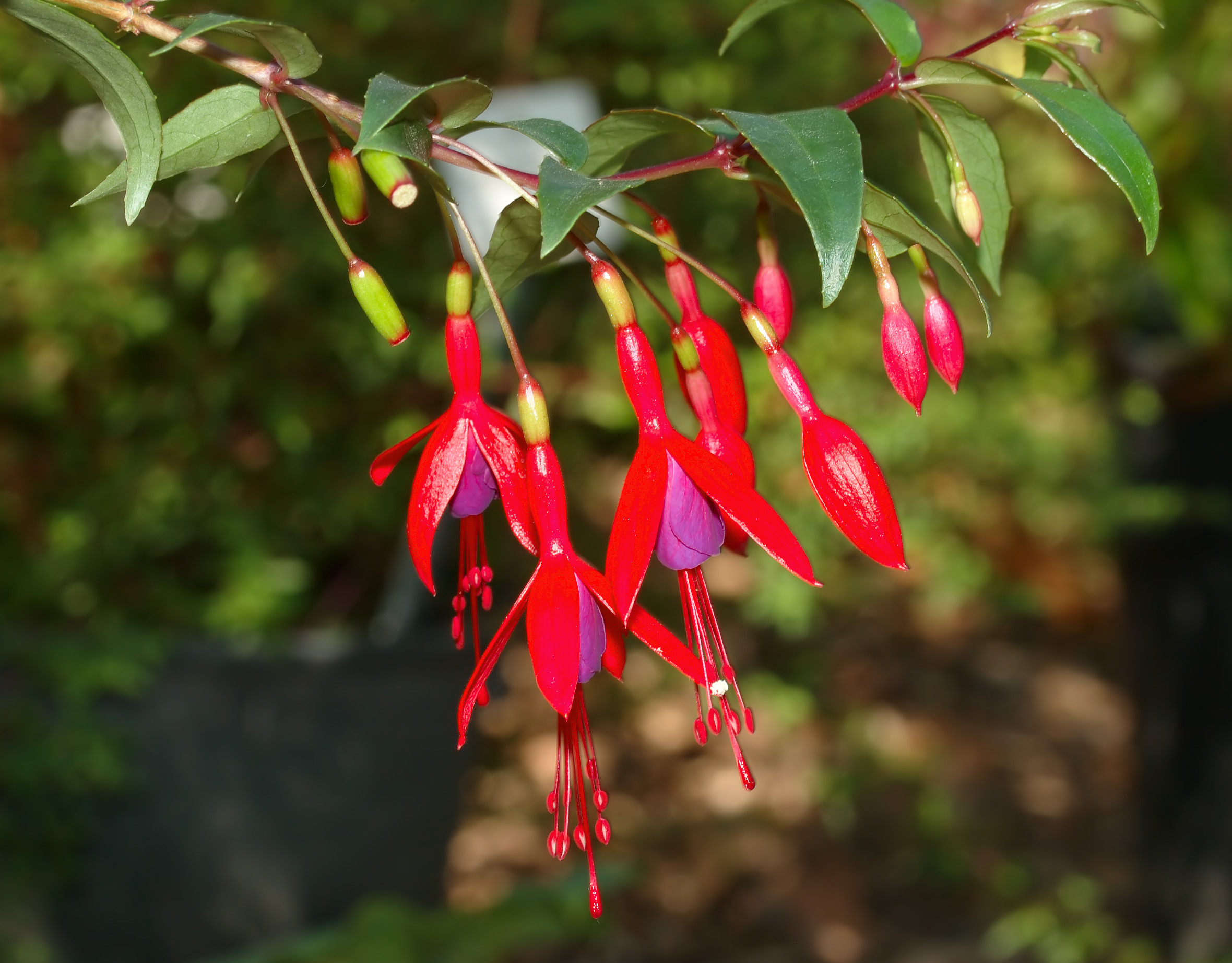
Fuchsia regia

Фуксія (лат. Fúchsia) — рід багаторічних рослин родини онагрові (Onagraceae). Батьківщина фуксії — Центральна та Південна Америка, Нова Зеландія. Це вічнозелені чагарники, яких у природі налічується близько 100 видів. Типовим видом є Fuchsia triphylla L..
Багато видів культивуються як декоративні рослини, виведено велику кількість сортів.

## Відкриття таетимологія
Фуксія була відкрита французьким ученим Шарлем Плюм'є, автором багатьох наукових праць, письменником, художником і людиною, нагороджений почесним званням «ботанік короля».
У 1696 році під час своєї третьої експедиції до Вест-Індії біля нинішньої столиці Домініканської республіки Санто-Домінго Шарль Плюм'є виявив нову рослину. Він назвав її на честь німецького ботаніка та медика Леонарта фон Фукса (1501—1566), одного з «батьків ботаніки». Повна назва латинською звучала так: Fuchsia Triphylla Flore Coccinea.
Пізніше цю назву використав Карл Лінней. Оскільки вихідним пунктом ботанічної номенклатури встановлений 1753, Лінней формально вважається автором ботанічної назви цього роду.

## Ботанічний опис
Деревце або чагарник, з гнучкими гілками, покритими невеликими зеленими або злегка червонуватими листками. Листки супротивні овально-ланцетоподібної форми, 4-5 см завдовжки, загострені на кінці та злегка зубчасті по краю. Цвіте рясно та довго. Квітки фуксії бувають різного забарвлення, прості або махрові. Квітка складається з двох частин: з яскраво забарвленої чашечки та трубчастого віночка з відігнутими пелюстками. Пелюстки коротші, ніж чашолистки, тичинки довші, ніж чашечка. Після цвітіння утворюється плід.

## Значення та застосування

### Вирощування в культурі
Фуксії світлолюбні. Температура вирощування — помірна або прохолодна, при температурі вище 18-20 °C фуксія може скинути квіти та листя і навіть загинути. Взимку рослини утримують при температурі 6-10 °C. Полив влітку рясний, ґрунт повинен бути вологим, рослину потрібно періодично обприскувати. Взимку полив помірний. Пересаджувати фуксії необхідно щорічно навесні. Ґрунт — 3 частини глинисто-дернової та 2 частини торф'яної землі з додаванням 1 частини піску.

#### Хвороби та шкідники
Пошкоджується тлею, білокрилкою, павутинним кліщем, сірою гниллю та іржею.

#### Розмноження
Навесні пагони обрізають на третину довжини: зрізані пагони використовують як живці.
Можна вирощувати також з насіння, але при цьому способі немає гарантії збереження всіх ознак материнської рослини.

### Список видів
Рід Фуксія нараховує більш як сто видів, серед них:
- Fuchsia boliviana Carrière, походження: Центральна та Південна Америка
- Fuchsia caucana P.E. Berry, походження: Колумбія
- Fuchsia ceracea P.E. Berry, походження: Перу
- Fuchsia cinerea P.E. Berry, походження: Колумбія, Еквадор
- Fuchsia cochabambana P.E. Berry, походження: Болівія
- Fuchsia cordifolia Benth., походження: Мексика
- Fuchsia crassistipula P.E. Berry, походження: Колумбія
- Fuchsia denticulata Ruiz & Pav., походження: Перу, Болівія
- Fuchsia excorticata (J.R.Forst. & G.Forst.) L. f., походження: Нова Зеландія
- Fuchsia ferreyrae P.E. Berry, походження: Перу
- Fuchsia fulgens Moç. & Sessé ex DC., походження: Мексика
- Fuchsia gehrigeri Munz, походження: Венесуела
- Fuchsia magdalenae Munz, походження: Колумбія
- Fuchsia magellanica Lam., походження: Чилі
- Fuchsia orientalis P.E. Berry, походження: Еквадор
- Fuchsia paniculata Lindl., походження: Мексика, Центральна Америка
- Fuchsia procumbens R. Cunn. ex A. Cunn., походження: Нова Зеландія
- Fuchsia regia (Vand. ex Vell.) Munz, походження: Бразилія
- Fuchsia sanctae-rosae Kuntze, походження: Перу, Болівія
- Fuchsia sanmartina P.E. Berry, походження: Перу
- Fuchsia sessilifolia Benth., походження: Колумбія, Еквадор
- Fuchsia simplicicaulis Ruiz & Pav., походження: Перу
- Fuchsia splendens Zucc., походження: Мексика, Гватемала, Коста-Рика
- Fuchsia steyermarkii P.E. Berry, походження: Еквадор
- Fuchsia triphylla L., походження: Іспанія
- Fuchsia vargasiana Munz ex Vargas, походження: Перу